# Hohen Demzin
Hohen Demzin ist eine Gemeinde im Südosten des Landkreises Rostock in Mecklenburg-Vorpommern. Die Gemeinde wird vom Amt Mecklenburgische Schweiz mit Sitz in der nicht amtsangehörigen Stadt Teterow verwaltet.

## Geografie
Die Gemeinde Hohen Demzin im Herzen der Mecklenburgischen Schweiz und des Naturparkes Mecklenburgische Schweiz und Kummerower See liegt unmittelbar südlich von Teterow und westlich des Malchiner Sees. Das waldreiche Gebiet wird von der Endmoräne bestimmt, die sich am Nordwestrand des Malchiner und Kummerower Sees entlangzieht und im Bereich Hohen Demzins Höhen bis 96 m ü. NHN (Röthelberg) erreicht – die großen Seen liegen dagegen fast auf Meeresspiegelniveau.
Umgeben wird Hohen Demzin von den Nachbargemeinden Teterow im Norden, Schorssow im Osten, Dahmen im Süden sowie Groß Wokern im Westen.

## Gemeindegliederung
Zu Hohen Demzin gehören die Ortsteile Karstorf, Burg Schlitz, Görzhausen, Groß Köthel, Klein Köthel und Grambzow.

## Geschichte
Der heutige Ortsteil Grambzow tauchte erstmals 1317 in einer Urkunde auf, (Groß- und Klein-) Köthel 1345 und Karstorf 1427. Der Gutshof in Karstorf gehörte der Familie von der Osten, zuletzt den Angehörigen des brandenburgischen Generalquartiermeisters Heinrich-Adam von der Osten. Die Osten wohnten dort bis zu einem Brand 1709, werden aber 1736 nochmals als Gutsherr auf Karstorf benannt. Später erwarb Hans von Labes (1763–1831), Gutsherr aus Großwoltersdorf-Zernikow, Nordbrandenburg, das brachliegende Gut. Durch Adoption durch seinen Schwiegervater wurde Hans von Labes zum Grafen von Schlitz und erbaute ab 1806 auf dem Buchenberg die Schlossanlage Burg Schlitz. Der Gutsherr und Bauherr führte dennoch ein eigenes Wappen, v. Labes-v. Schlitz-Wappen. Selbst Theodor Fontane schrieb zur Familie von Labes und betonte, dass Hans von Labes-Graf Schlitz genannt Goertz, seiner neuen Heimat und dem Mausoleum in Hohen Demzin den Vorzug gegeben habe. Der Gutsbesitzer war zugleich Kirchenpatron, Mitte des 19. Jahrhunderts der Graf von Bassewitz-Schlitz. Dem Kirchspiel Hohen Demzin zugeordnet waren die Gemeinden Görzhausen, Grube, Karstorf sowie Burg Schlitz, zugeordnet (altsprachlich combinirt) der Gemeinde Bülow und dann die Präpositur Malchin, Superintendentur Malchin. 1894 besaß der Friedrich Graf Bassewitz (1855–1928), verheiratet mit Magdalene Freiin Maltzahn-Ivenack, das Gut Burg Schlitz, 503 ha, Gut Hohen Demzin mit 699 ha und drittens noch Ziddorf, 597 ha.
Nach der Volkszählung vom 1. Dezember 1885 lebten in Hohen Demzin in 14 Wohnstätten, 34 Haushalte, 92 weibliche und 86 männliche Personen.
Lehngut Hohen Demzin, welches zur Burg Schlitz gehörte, beinhaltete 1928 als Burg-Teilbesitz 668 ha, davon 487 ha Ackerflächen. Betriebsleiter, mit Wohnsitz in Karstorf, war als Oberinspektor Friedrich-Fortunat Graf von Bassewitz (1895–1945), jüngster Sohn des Grafen Friedrich von Bassewitz, zuletzt Hauptmann d. R. und nach dem Konkurs der Bassewitz auf Burg Schlitz, bis zur Bodenreform 1945 Eigentümer von Schloss Ulrichshusen. Inspektor für Hohen Demzin wurde C. Schmidt.
Die Bevölkerungsstatistik veröffentlichte für 1940, zur Volkszählung vom 17. Mai 1939, in Hohen Demzin 100 männliche und 98 weibliche Dorfbewohner.
Die Landesherrschaft lag beim Herzogtum, ab 1918 Freistaat Mecklenburg-Schwerin. Im Jahre 1910 hatte die Gemeinde Hohen Demzin 172 Einwohner. Mit Umwandlung des ritterschaftlichen Amtes Stavenhagen in das Amt Stavenhagen zum 1. April 1921 verlor die darin liegende Gemeinde ihre Selbständigkeit und wurde der Gemeinde Burg Schlitz zugeschlagen, deren Ortsteil sie bis 1946 blieb. Ab 1925 lag Hohen Demzin im Amt Malchin, seit 1933 Landkreis Malchin. Im Jahre 1946 wurde der Ort wieder eine eigene Gemeinde, dem Burg Schlitz und Karstorf als Ortsteile angehörten. Am 1. Januar 1951 wurde die bisher eigenständige Gemeinde Görzhausen eingegliedert, am 1. Januar 1974 auch Grambzow sowie Klein und Groß Köthel. Im Zuge der Gebietsreform von 1952 kam Hohen Demzin vom Landkreis Malchin zum Kreis Teterow im Bezirk Neubrandenburg, 1994 zum Landkreis Güstrow und 2011 schließlich zum Landkreis Rostock.
Die Gemeinde wird durch die Landwirtschaft, das Handwerk und den Tourismus geprägt.

## Sehenswürdigkeiten

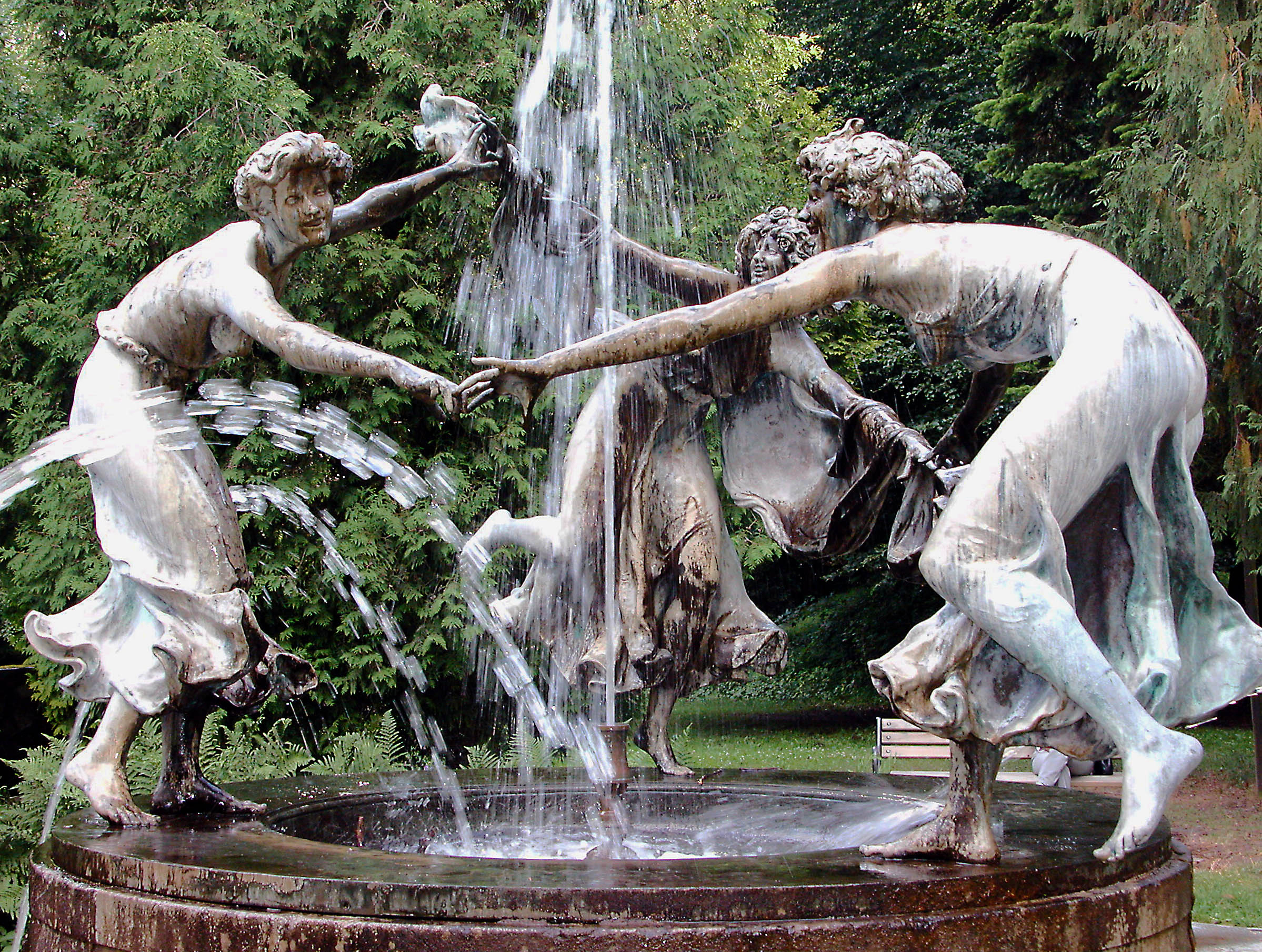
Nymphenbrunnen im Park Burg Schlitz

- Nymphenbrunnen im Park Burg SchlitzBurg Schlitz zwischen dem Röthelberg und der B 108 wurde durch Hans Graf von Schlitz als dreiflügeliges Schloss in klassizistischem Stil mit Schlosskapelle und großem Park errichtet. Sehenswert ist auch die Schmiede (mit einem gedrehten Schornstein) neben der historischen Gaststätte „Zum Goldenen Frieden“ nahe Burg Schlitz.
- Die Dorfkirche in Hohen Demzin geht auf einen historischen Vorgängerbau zurück. Der quadratische Feldsteinturm wurde 1857 ergänzt, das Kirchenschiff wurde als gotisierender Backsteinbau mit Feldsteinsockel 1871/72 erneuert.
- Von dem Röthelberg südwestlich von Hohen Demzin bietet sich eine weite Aussicht über das Malchiner Becken. Vom Ortsteil Görzhausen führt ein kurzer Wanderweg auf den Hügel hinauf.[15]

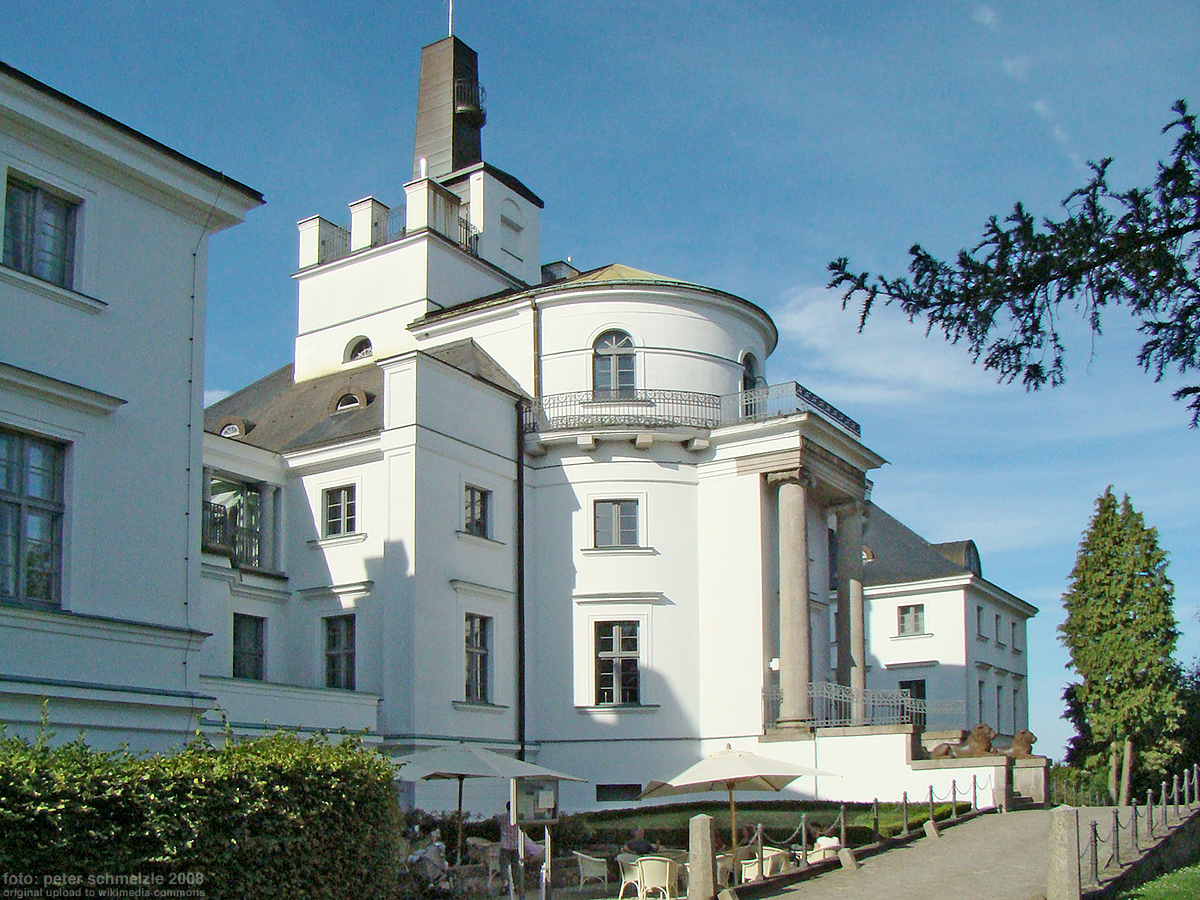
Burg Schlitz, Herrenhaus
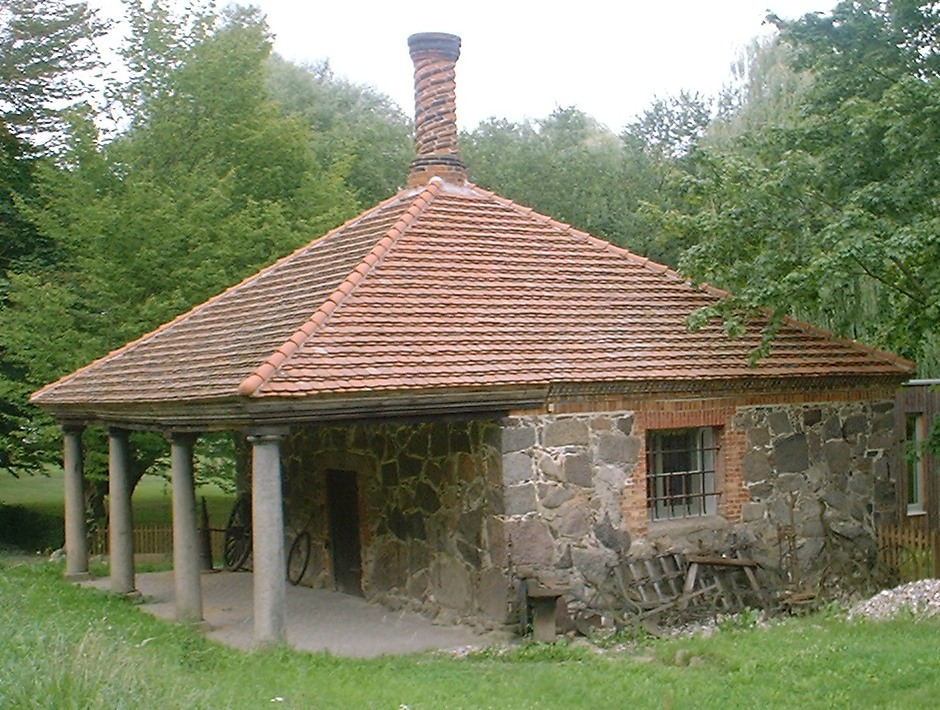
Burg Schlitz, Schmiede
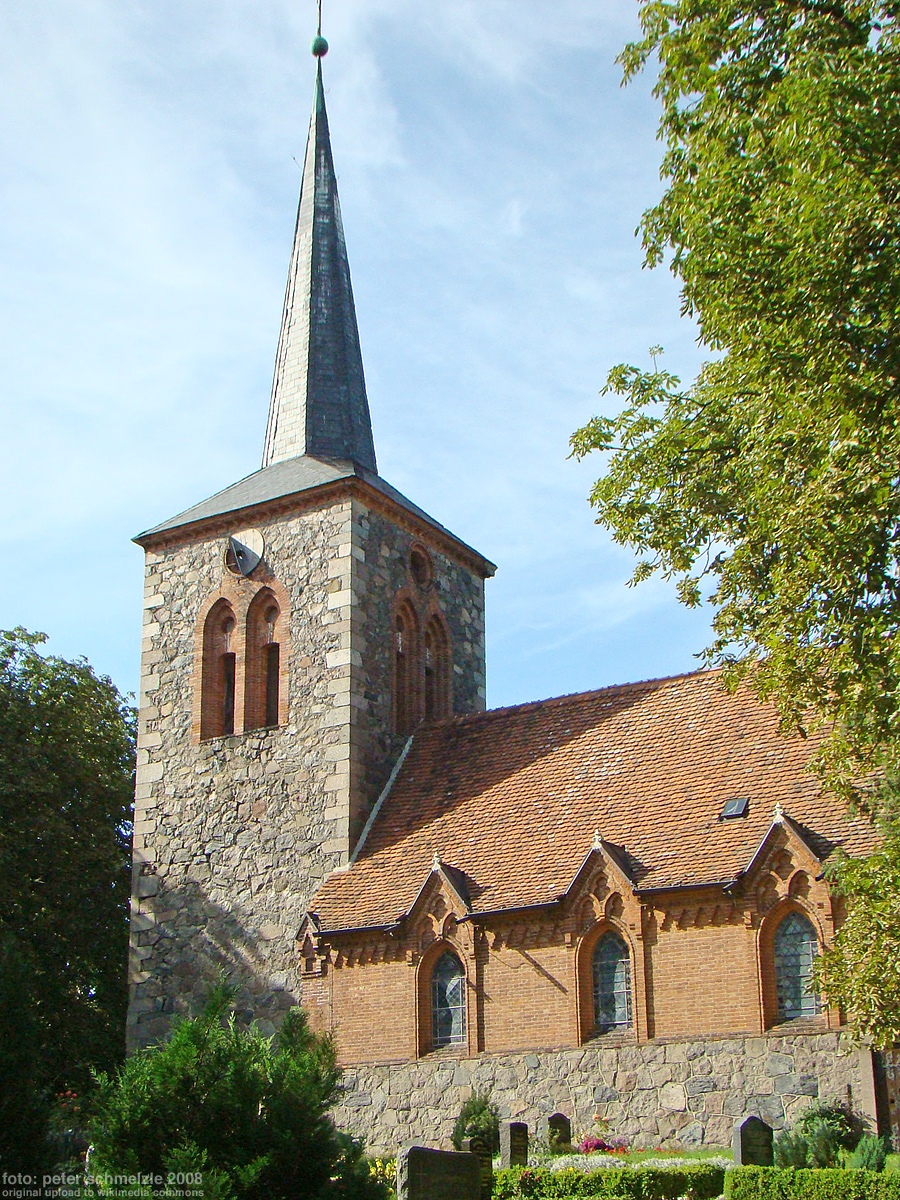
Dorfkirche Hohen Demzin

## Persönlichkeiten des Ortes
- Friedrich Nikolaus Ideler (1638–1705), war Pfarrer in Hohen Demzin DNB 120263130
- Christian Albrecht Ideler (1700–1744), in Hohen Demzin geboren, um 1720 Student an der Universität Rostock,[16] später Pastor in Gülzow und Lauenburg[17]

## Verkehrsanbindung
Die Gemeinde liegt an der Bundesstraße 108 von Teterow nach Waren (Müritz), der Ortsteil Klein Köthel an der Verbindungsstraße von Teterow nach Krakow am See (Anschlussstelle A 19). Der nächste Bahnhof befindet sich im fünf Kilometer entfernten Teterow (Bahnlinie Güstrow–Neubrandenburg).